# Wendisch Waren

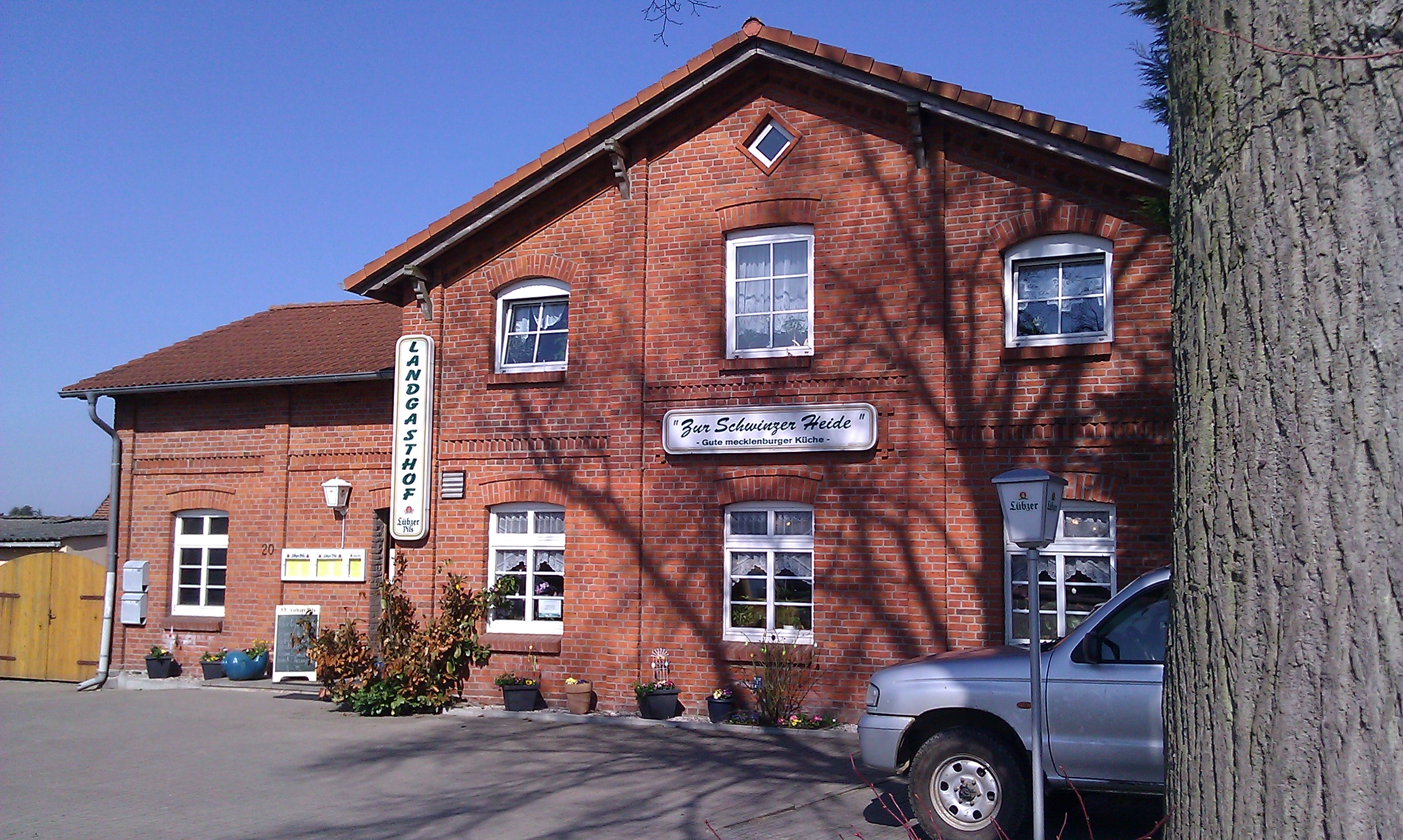
Landgasthof Zur Schwinzer Heide in Wendisch Waren (2012)

Wendisch Waren ist ein Ortsteil der Stadt Goldberg im Landkreis Ludwigslust-Parchim in Mecklenburg-Vorpommern (Deutschland).

## Geografie und Verkehr
Der Ort liegt etwa drei Kilometer östlich von Goldberg am Südufer des Goldberger Sees und am Südrand des Naturparks Nossentiner/Schwinzer Heide. Größter See in der Umgebung ist der Woostener See. Im Süden gibt es drei größere Feuchtgebiete, das Wulfenmoor, das Braschmoor und das Feuchtgebiet im Rabenhorst.
Über die Bundesstraße 192 erreicht man von Goldberg aus die Bundesautobahn 19 nach etwa zwölf Kilometern an der Anschlussstelle Malchow. Zwischen 1887 und 1996 befand sich im Ort außerdem ein Haltepunkt an der Bahnstrecke Wismar–Karow. Die Strecke wird heute für Draisinenfahrten genutzt.
Zur ehemaligen Gemeinde Wendisch Waren zählten die Ortsteile Wendisch Waren, Woosten, Finkenwerder, Neu Woosten und Ziegelei.

## Geschichte
Wendisch Waren wurde als Wendeschen Warne im Jahr 1296 erstmals urkundlich erwähnt. Der Name leitet sich von vranŭ für Krähe oder Rabe ab, der erste Namensteil bezieht sich auf die Wenden.
Im Zuge der nationalsozialistischen Germanisierung von Ortsnamen wurde der Ort am 9. September 1938 in „Finkenwerder“ umbenannt. 1947 erhielt er seinen ursprünglichen Namen zurück.
Die vormals eigenständige Gemeinde Wendisch Waren, in der 2010 am Jahresende 374 Personen lebten, wurde am 1. Januar 2012 in die Stadt Goldberg eingemeindet.

## Sehenswürdigkeiten
- Backsteinkirche auf Feldsteinsockel aus dem 13. Jahrhundert in Woosten
- Naturpark Nossentiner/Schwinzer Heide